# Río Catán Lil
Río Catán Lil är ett vattendrag i Argentina.   Det ligger i provinsen Neuquén, i den sydvästra delen av landet, 1 200 km sydväst om huvudstaden Buenos Aires.
Omgivningarna runt Río Catán Lil är i huvudsak ett öppet busklandskap. Trakten runt Río Catán Lil är nära nog obefolkad, med mindre än två invånare per kvadratkilometer.